# Sidney Lanfield
Sidney Lanfield (Chicago, Illinois, 20 de abril de 1898 - Marina del Rey, Califórnia, 20 de junho de 1972) foi um cineasta norte-americano que dirigiu principalmente comédias e filmes românticos leves, mas cujo maior sucesso foi o suspense The Hound of the Baskervilles, baseado na famosa novela de Arthur Conan Doyle.

## Vida e carreira
Depois de um tempo como músico de jazz e ator do vaudeville, Lanfield foi contratado pela Fox Film como escritor de piadas em 1926. Dois anos depois já escrevia roteiros e em 1930 estreou na direção com Cheer Up and Smile. A carreira começou a deslanchar depois de dirigir a patinadora Sonja Henie em One in a Million (1936) e Thin Ice (1937). Pelos anos seguintes, realizou comédias, musicais e dramas sentimentais, primeiramente na 20th Century-Fox e, a partir da década de 1940, na Paramount, onde trabalhou diversas vezes com Bob Hope.
Entre seus filmes destacam-se Swanee River (1939), You'll Never Get Rich (1941), My Favorite Blonde (1942), The Meanest Man in the World (1943) e Station West (1948). Seu maior sucesso, porém, foi o atmosférico thriller The Hound of the Baskervilles (1939), o primeiro e um dos melhores filmes da série iniciada pela Fox com o detetive Sherlock Holmes (interpretado por Basil Rathbone).
No início da década de 1950, Lanfield tornou-se um dos primeiros diretores de cinema a transferir-se para a televisão. Nesse novo veículo, dirigiu cerca de 200 episódios de inúmeras séries, entre elas Wagon Train, McHale's Navy e The Addams Family.
Lanfield casou em 1927 com a atriz Shirley Mason. A união durou até seu falecimento em 1972, aos 74 anos, vítima de um ataque cardíaco. Sepultado no Westwood Village Memorial Park Cemetery.

## Filmografia
| Ano  | Nome original                 | Nome PT/BR               | Nome PT/PT                | Notas                            |
| ---- | ----------------------------- | ------------------------ | ------------------------- | -------------------------------- |
| 1930 | Cheer Up and Smile            |                          |                           |                                  |
| 1930 | El Barbero de Napoleón        |                          |                           |                                  |
| 1931 | Hush Money                    | O Preço da Aventura      | Chantagem                 |                                  |
| 1931 | Three Girls Lost              |                          |                           |                                  |
| 1932 | Dance Team                    | O Par da Fama            |                           |                                  |
| 1932 | Society Girl                  | Caprichos de Mulher      |                           |                                  |
| 1932 | Hat Check Girl                | Loucuras da Noite        |                           |                                  |
| 1933 | Broadway Bad                  | Intrigas na Broadway     |                           |                                  |
| 1934 | Moulin Rouge                  | Moulin Rouge             | Moulin Rouge              |                                  |
| 1934 | The Last Gentleman            | O Último Gentilhomem     |                           |                                  |
| 1934 | The House of Rothschild       |                          | A Casa Rothschild         | Não creditado, com Alfred Werker |
| 1935 | Hold 'Em Yale                 | Doida Pela Farda         |                           |                                  |
| 1935 | Red Salute                    | Bom Partido Para Dois    |                           |                                  |
| 1935 | King of Burlesque             | O Rei dos Empresários    |                           |                                  |
| 1936 | Half Angel                    |                          |                           |                                  |
| 1936 | Sing, Baby, Sing              | Novos Ecos da Broadway   |                           |                                  |
| 1936 | One in a Million              | A Rainha do Patim        | Rainha do Patim           |                                  |
| 1937 | Wake Up and Live              | O Invisível Trovador     | O Despertar de um Sonho   |                                  |
| 1937 | Thin Ice                      | Ela e o Príncipe         | A Carruagem de Sua Alteza |                                  |
| 1937 | Love and Hisses               | Não Me Queiras Tanto     |                           |                                  |
| 1938 | Always Goodbye                | Adeus Para Sempre        | Mãe Solteira              |                                  |
| 1939 | The Hound of the Baskervilles | O Cão dos Baskervilles   | A Lenda do Cão Fantasma   |                                  |
| 1939 | Second Fiddle                 | Dúvidas de um Coração    | Rapsódia de Prata         |                                  |
| 1939 | Swanee River                  | Coração de um Trovador   | Coração de um Trovador    |                                  |
| 1941 | You'll Never Get Rich         | Ao Compasso do Amor      | Nunca Serás Rico          |                                  |
| 1942 | The Lady Has Plans            | Num Corpo de Mulher      |                           |                                  |
| 1942 | My Favorite Blonde            | Minha Loura Favorita     | A Minha Loira Favorita    |                                  |
| 1943 | The Meanest Man in the World  | O Maior Sovina do Mundo  | Pior Que Uma Fera         |                                  |
| 1943 | Let's Face It                 | O Caradura               | O Cara Dura               |                                  |
| 1944 | Standing Room Only            | A Irresistível Impostora | A Adorável Impostora      |                                  |
| 1944 | The Princess and the Pirate   | A Princesa e o Pirata    | A Princesa e o Pirata     | Não creditado, com David Butler  |
| 1945 | Bring on the Girls            | Acontece Que Sou Rico    | Acontece Que Sou Rico     |                                  |
| 1945 | The Trouble with Women        | Domínio das Mulheres     | Elas Mandam               | Lançado em 1947                  |
| 1946 | The Well-Groomed Bride        | Champagne Para Dois      |                           |                                  |
| 1947 | Where There's Life            | Que Rei Sou Eu?          | Vida de Príncipe          |                                  |
| 1948 | Station West                  | No Coração do Oeste      | Homens de Aço             |                                  |
| 1949 | Sorrowful Jones               | A Menina dos Meus Olhos  | A Menina Mágica           |                                  |
| 1951 | The Lemon Drop Kid            | No Mato Sem Cachorro     | O Vigarista               |                                  |
| 1951 | Follow the Sun                | Amor Invencível          |                           |                                  |
| 1952 | Skirts Ahoy!                  | Eva na Marinha           | Três Raparigas Modernas   |                                  |